# Уезды Республики Молдова
Уезды Республики Молдова — административное деление Республики Молдова, существовавшее между 1999 и 2002 годами.

## История возникновения
В 1998 году депутаты Парламента Республики Молдова приняли в первом чтении законопроект о внесении изменений и дополнений в закон «О местном публичном управлении» от 6 ноября 1998 года. Документ предусматривает разграничение компетенций сёл (коммун), городов (муниципиев) и районов.
Таким образом, с 1 января 1999 года и до 29 января 2002 года Республика Молдова была разделена на 9 (с 22 октября 1999 года — 10) уездов, 1 муниципальное и 2 административно-территориальных образования.
- Бельцкий уезд (Judeţul Bălţi)
- Кагульский уезд (Judeţul Cahul)
- Кишинёв (муниципальное образование)
- Кишинёвский уезд (Judeţul Chişinău)
- Единецкий уезд (Judeţul Edineţ)
- Гагаузия (административно-территориальное образование)
- Лапушнянский уезд (Judeţul Lăpuşna)
- Оргеевский уезд (Judeţul Orhei)
- Сорокский уезд (Judeţul Soroca)
- Дубоссарский уезд (административно-территориальное образование на левом берегу Днестра)
- Тараклийский уезд (Judeţul Taraclia), выделен из Кагульского уезда 22 октября 1999 года
- Бендерский уезд (Judeţul Tighina)
- Унгенский уезд (Judeţul Ungheni)

29 января 2002 года тогдашним парламентским большинством был принят новый закон об административно-территориальном устройстве.